# منوچهر پزشکی
منوچهر پزشکی از سیاستمداران ایرانی بود، که در دوره‌های  بیست و یکم،  بیست و دوم ،  بیست و سوم و  بیست و چهارم  بعنوان نماینده تبریز در مجلس شورای ملی حضور داشت.